# کلرادوئیت
کلرادوئیت (به انگلیسی: Coloradoite) با فرمول شیمیایی HgTe از مجموعه کانی هاست و کانیهای شبیه آن پتزیت است که در H2SO۴ حل می‌شود و در شعله عکس‌العمل دارد. شکستگی آن ناصاف است. از نام محل اکتشاف آن در آمریکا (کلرادو) گرفته شده است. محلول در HNO۳ برای اولین بار در استرالیا کشف شد و از نظر شکل بلور: ناشناخته، رنگ: سیاه، شفافیت: کدر (اپاک)، جلا: فلزی، رخ: ندارد و در رده‌بندی تلورور است و منشأ تشکیل آن هیدروترمال است.
همایند کانی‌شناسی (پارانژ) آن پتزیت- تلورور طلا و نقره است
، از نظر ژیزمان اگرگات توده‌ای و فلزی کمیاب است و بیشتر در استرالیا، آمریکا و چک اسلواکی یافت می‌شود.